# Umwälzpumpe (Heiztechnik)

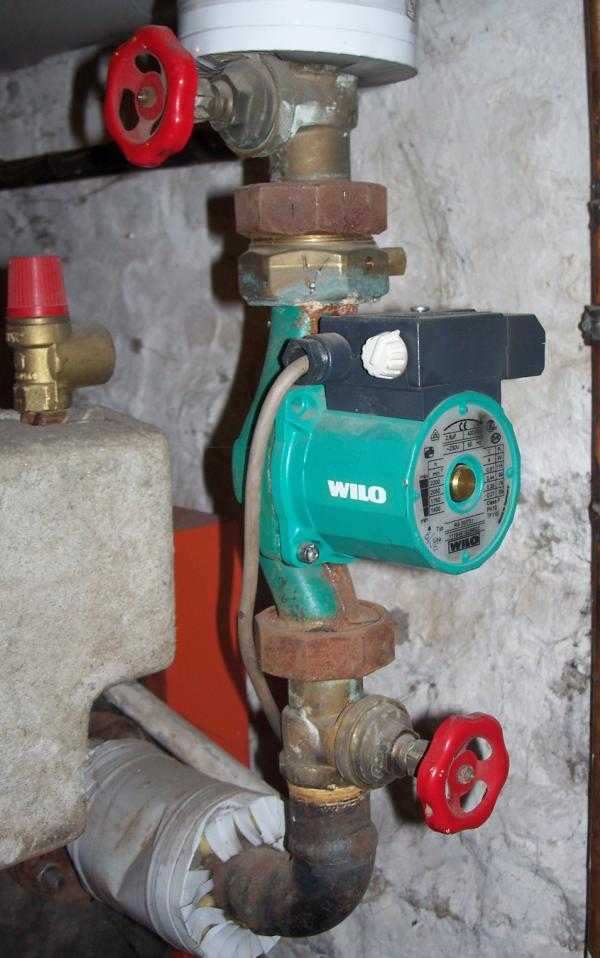
Typische ungeregelte Umwälzpumpe mit Absperrschiebern für den schnelleren Austausch

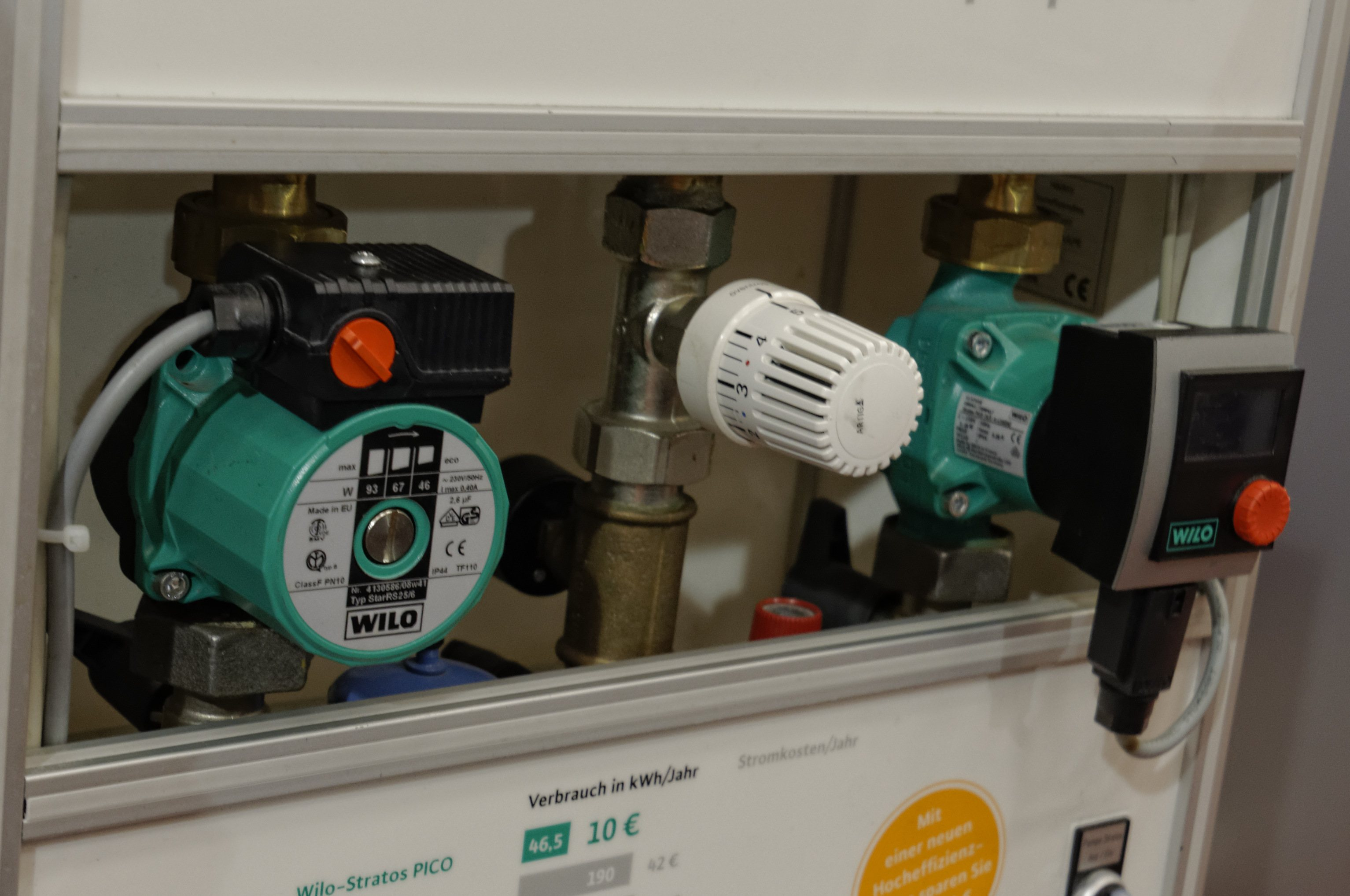
Ein altes Pumpensystem, dazwischen ein Regler und der neue energiesparende Pumpentyp

Eine Umwälzpumpe fördert in einer Warmwasserheizung das erwärmte Wärmeträgermedium (meist Wasser) zu den Heizkörpern oder Hausanschlussstationen im geschlossenen Kreislauf und führt zugleich das abgekühlte Wasser aus dem Rücklauf wieder zurück, um es im Heizkessel, der Wärmepumpe oder dem Pufferspeicher erneut zu erwärmen. Verwendet werden meist Radialkreiselpumpen.

## Definition Heizkreis
Als Heizkreis wird der Kreislauf bezeichnet, in dem die Umwälzpumpe lediglich die Arbeit zur Überwindung der Reibung im Leitungssystem leisten muss. Im geschlossenen Kreislauf findet bilanziert keine Hubarbeit statt (abgesehen vom Thermosyphon-Effekt, s. a. Thermosiphon-Konvektionsbremse).

## Technische Entwicklung
Bis Anfang des 20. Jahrhunderts wurden Dampf- und Warmwasserheizungen generell mit Umlauf nach dem Schwerkraftprinzip errichtet. Schwerkraftheizungen wurden teilweise noch bis in die 1960er und in der DDR bis Mitte der 1980er Jahre installiert.
Der westfälische Ingenieur Wilhelm Opländer (Wilo) entwickelte bereits im Jahr 1928 den weltweit ersten „Umlaufbeschleuniger“ oder „Schwerkraftbeschleuniger“ für Heizungskreisläufe und damit den Vorläufer der heutigen Umwälzpumpe.
Mit dem Einsatz von Umwälzpumpen können komplexere Heizkreise mit deutlich geringeren Rohrquerschnitten realisiert und die Heizenergie durch bedarfsabhängige Steuerungen effizienter genutzt werden.

## Energieverbrauch
Zwischen 2005 und 2012 gab es ein Energielabel für Umwälzpumpen. Seit 2013 macht die aufgrund der Ökodesign-Richtlinie ergangene VO (EU) 642/2009 verbindliche Vorgaben über den Energieeffizienz-Index von Umwälzpumpen. Entsprechende Modelle sind mit dem Kürzel „ErP ready“ gekennzeichnet.
Da viele Pumpen während der Heizperiode in der Regel permanent mit konstant hoher Leistungsaufnahme in Betrieb sind, sind sie neben veralteten, schlecht isolierten Kühlgeräten die Hauptverursacher eines erhöhten Stromverbrauchs im Haushalt. Eine Heizungspumpe kann bis zu 20 Jahre in Betrieb bleiben. Bei einer Betriebsdauer von rund 7 Monaten jährlich (210 Tage = 5040 Stunden) benötigt eine alte Umwälzpumpe mit 85 bis 130 Watt Leistungsaufnahme 428–655 kWh an elektrischer Energie – eine geregelte Hocheffizienzpumpe (7–25 Watt Leistung) dagegen nur 35–126 kWh. Wenn pro Heizperiode 400 kWh nicht verbraucht werden, spart eine Hocheffizienzpumpe bei einem Strompreis von 27 ct/kWh jährlich 108 Euro Energiekosten. Das sind 1.620 Euro bei einer angenommenen Betriebsdauer von 15 Jahren – Verzinsung und Strompreissteigerungen nicht berücksichtigt.

## Steuerung der Heizungs-Umwälzpumpe
Um Stromverbrauch und Verschleiß der Umwälzpumpe zu reduzieren, ist es sinnvoll, sie mit der kleinsten Leistung zu betreiben, bei der die Heizkörper noch gleichmäßig versorgt werden. Liefert der Wärmeerzeuger keine Wärmeenergie, sollte die Pumpe automatisch von der Heizungs-Steuerung abgeschaltet werden.
Zur Auslegung der Pumpe wird in der Regel der Strömungswiderstand von Rohrleitungen, Armaturen und sonstigen Strömungshindernisse in der Anlage rechnerisch ermittelt.
Hierdurch ergibt sich der von der Pumpe aufzubringende Druck, der häufig als Förderhöhe in Meter Wassersäule (mWS) angegeben wird. Seit den späten 1970er Jahren ist dies kein SI-konforme Einheit mehr. 10,2 mWS entsprechen 1 bar.
Mit der Angabe Meter Wassersäule ist in geschlossenen Systemen nicht die Anlagenhöhe gemeint, sondern der zur Überwindung des Strömungswiderstandes der Gesamtanlage bei gegebener Durchflussmenge notwendige Pumpendruck.
Wenn vom Nutzer die Hälfte der Thermostatventile im Heizkreis abgestellt werden, so sollte sich idealerweise der Volumenstrom halbieren, ohne dass der Differenzdruck ansteigt.
Mit einer konventionellen ungeregelten Pumpe lässt sich das nicht erreichen, denn diese erhöht den Druck, wenn sich der Volumenstrom verringert. Die Pumpe arbeitet also "gegen den erhöhten Strömungswiderstand an", der durch das Schließen der Thermostatventile verursacht wird, und verbraucht dabei unnötig viel Energie. Durch den erhöhten Druck vergrößert sich der Volumenstrom in den noch offenen Thermostatventilen, wodurch dort Strömungsgeräusche auftreten können.

### Ungeregelte Umwälzpumpen
Bis zur Entwicklung von kostengünstigen Hocheffizienzpumpen gegen Ende des 20. Jahrhunderts wurden ungeregelte Umwälzpumpen eingesetzt, deren Leistung und Drehzahl entweder gar nicht oder manuell in wenigen vorgegebenen Stufen eingestellt werden konnte.
Wenn die Summe der Druckverluste (Strömungswiderstände) in einem Heizkreislauf bekannt ist, kann der sich einstellende Volumenstrom und der von der Pumpe aufgebaute Druck anhand der Pumpenkennlinie ermittelt werden.
Da sich die Strömungswiderstände im System jedoch durch die sich öffnenden und schließenden Thermostatventile ständig ändern, kann die Pumpe nur für den Zustand vollständig geöffneter Ventile ausgelegt werden.
Um zu verhindern, dass der Druck im Heizkreislauf zu stark ansteigt, wenn die Thermostatventile den Volumenstrom reduzierten, wurden in manchen Anlagen Überströmventile eingesetzt.

### Differenzdruckregelung
Durch eine Differenzdruckregelung sollen Drehzahl und Leistung der Pumpe automatisch dem benötigten Volumenstrom angepasst werden. Dazu wird die Druckdifferenz zwischen Saug- und Druckseite gemessen und Motordrehzahl und Leistung werden so gesteuert, dass der Differenzdruck weitgehend konstant bleibt. Der Differenzdruck ist anlagenspezifisch und abhängig vom kombinierten Strömungswiderstand von Rohrleitungen, Armaturen und sonstigen Strömungshindernisse in der Anlage.

### Volumenstromabhängige Differenzdruckregelung

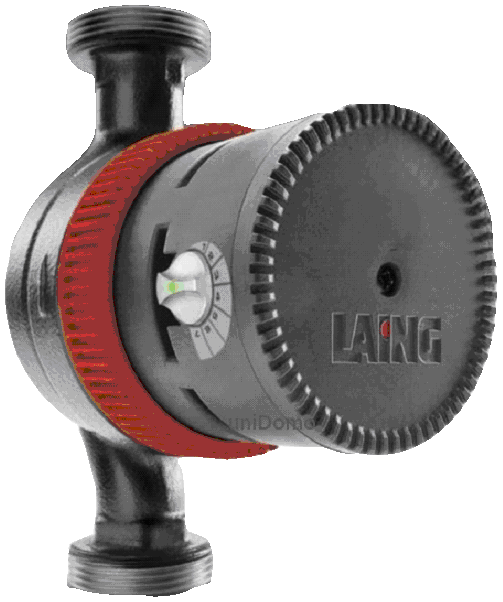
Pumpe mit Energieeffizienzklasse A

Hierbei wird der Sollwert des Differenzdruckes in Abhängigkeit vom Volumenstrom verändert. Diese Anpassung berücksichtigt, dass in der Heizungsanlage je nach Wärmebedarf eine unterschiedliche Menge an warmem Wasser erforderlich wird, um die erforderliche Wärmeleistung in den Hausanschlussstationen bereitzustellen. Sie lohnt sich bei Umwälzpumpen, die größere Heiznetze versorgen und daher einen hohen Energiebedarf (ab 5 Kilowatt elektrisch) aufweisen. Dort spielen die Reibungsverluste des Wassers durch die Umwälzung im Rohrleitungssystem eine größere Rolle.

### Energiesparende Umwälzpumpen
Besonders energiesparende Umwälzpumpen (Hocheffizienzpumpen) besitzen eine selbsttätige elektronische Regelung, welche die Pumpenleistung auf verschiedene Weise dem Bedarf anpasst. Kleine Pumpen können die Leistung oft bis auf 5 Watt reduzieren.
Hocheffizienzpumpen sind in der Anschaffung teurer als konventionelle Umwälzpumpen. Der erhöhten Anschaffungspreis kann sich durch den geringeren Stromverbrauch aber schon in relativ kurzer Zeit amortisieren.
Eine neue hocheffiziente Umwälzpumpe kostet mit Einbau etwa 200 bis 300 Euro mehr als eine konventionelle Pumpe. Bei einer Einsparung von 100 Euro Energiekosten pro Jahr amortisiert sich eine neue Pumpe daher nach 2 bis 3 Jahren. Das BAFA fördert seit August 2016 die Heizungsoptimierung mit Zuschüssen. Der Ersatz von Heizungspumpen und Warmwasser-Zirkulationspumpen durch hocheffiziente Pumpen wird dabei mit 30 Prozent der Nettoinvestitionskosten gefördert.

## Solar-Umwälzpumpe
In einer thermischen Solaranlage wird bei ausreichender Sonneneinstrahlung ein Wärmeträgermedium mit einer Umwälzpumpe durch die Sonnenkollektoren gepumpt, um die Wärmeenergie in einem Pufferspeicher zu übertragen oder zur Brauchwassererwärmung oder Heizung zu nutzen. Für diese Anlagen sind spezielle temperaturfeste Solar-Umwälzpumpen erforderlich, da die Sonnenkollektoren das Wärmeträgermedium im Extremfall auf über 200 °C erhitzen können.

## Rechtliche Vorschriften
Am 1. Januar 2013 trat die Europäische Ökodesign-Richtlinie (ErP) mit strengen Effizienzvorgaben für Pumpen in Kraft und wird in den Jahren 2015 und 2020 in zwei Stufen nochmals verschärft. Ungeregelte Umwälzpumpen in Nassläuferbauweise und ältere elektronisch geregelte Pumpen dürfen demnach nicht mehr angeboten werden.